# حادثة اعتقال عائلة معمر
حادثة اعتقال عائلة معمر حادثة اعتقال وقعت في وقت مبكر جدًا من صباح 24 يونيو 2006، حيث نفذت قوات الاحتلال الإسرائيلي لأول مرة اعتقالات للفلسطينيين في قطاع غزة وذلك منذ الانسحاب الإسرائيلي من غزة عام 2005، قام جنود الجيش الإسرائيلي باعتقال الأخوين أسامة ومصطفى معمر.
بدأت عملية الاعتقال الساعة 03:30 صباحًا بالتوقيت المحلي عندما دخلت قوات الجيش الإسرائيلي إلى منزل عائلة معمر في قرية أم النصر، بالقرب من مخيم رفح، على بعد كيلومتر واحد من الحدود. احتجز الجنود أسامة ومصطفى معمر. وبحسب والدهم علي معمر، «عصبوا عيني وقيدوا يدي وبدأوا في ضربي بأعقاب بنادقهم وركلي». وذكر أن الجنود صادروا جهاز الكمبيوتر الخاص بهم وغادروا بعد حوالي ساعة. تم نقل الأخوين إلى إسرائيل. أكد متحدث إسرائيلي الاعتقالات، وقال إن الرجلين كانا عضوين في حركة حماس حيث كانت تنوي شن هجمات وشيكة على إسرائيل، وقال «تم نقل هؤلاء الفلسطينيين إلى إسرائيل حيث سيتم استجوابهم». وأكد ناطق باسم حماس أن الأخوين كانا أبناء عضو في الحركة لكنه نفى علاقتهم بحماس.
تبع هذا الحدث اختطاف الجندي الإسرائيلي جلعاد شاليط في 25 يونيو 2006، وحوادث أخرى في الصراع بين غزة وإسرائيل عام 2006.